# Chùa Bửu Long

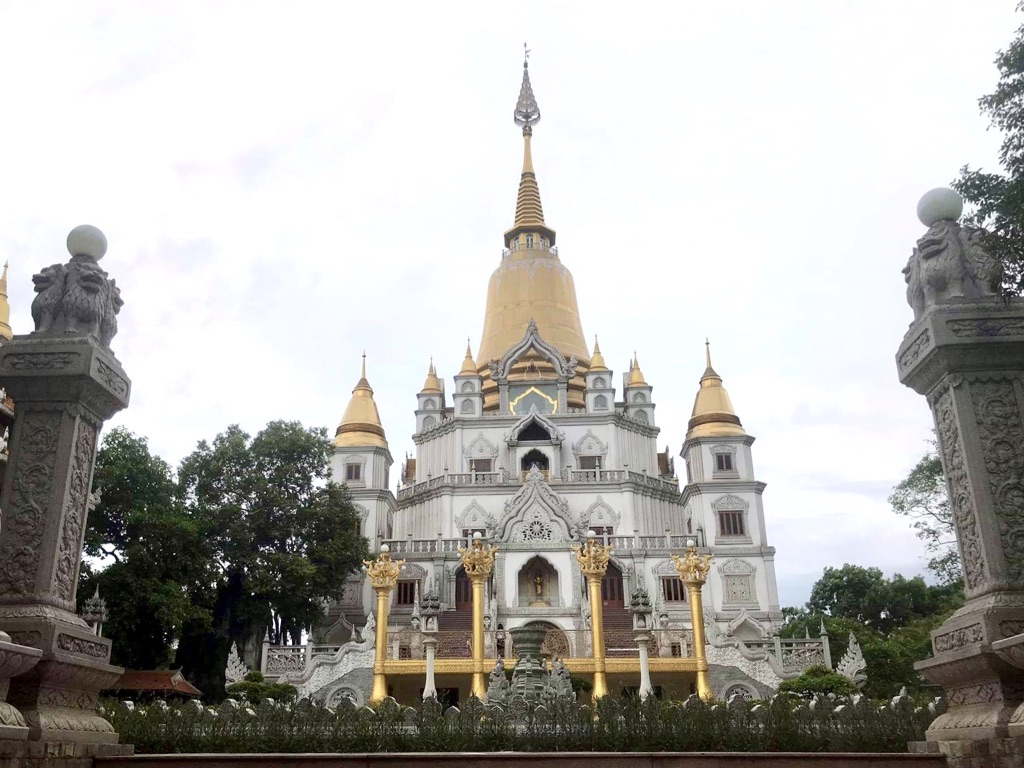
Tháp chính chùa Bửu Long

Chùa Bửu Long, tên chính thức là Thiền viện Tổ đình Bửu Long, là một ngôi chùa tọa lạc trên một ngọn đồi bên sông Đồng Nai tại địa chỉ số 81 đường Nguyễn Xiển, phường Long Bình, thành phố Thủ Đức, Thành phố Hồ Chí Minh.. Chùa thuộc hệ phái Phật giáo nguyên thủy Nam tông, do cư sĩ Võ Hà Thuật thành lập năm 1942. Đến năm 2007, chùa được đầu tư xây dựng và trùng tu. Chùa Bửu Long mang nét kiến trúc các chùa ở Thái Lan, Ấn Độ kết hợp cùng nét kiến trúc các chùa thời Nguyễn.
Điểm nhấn của chùa là ngôi bảo tháp có tên gọi Gotama Cetiya, được thi công xây dựng từ năm 2007, hoàn thành sau 6 năm. Bảo tháp Gotama Cetiya là nơi thờ xá lợi Phật và các Chư Thánh Tăng. Bảo tháp rộng trên 2.000 m², cao 70 m, được xây dựng theo nét của văn hóa Phù Nam. Xung quanh là các tháp nhỏ, đều làm bằng đồng, có màu vàng óng. Gotama Cetiya là ngôi bảo tháp có quy mô lớn nhất Việt Nam với 5 tháp lớn nhỏ, tháp chính điện ở trung tâm cao và lớn nhất với 7 tầng. Tầng trệt và tầng 2 là hội trường, tầng 3 và 4 là hai thiền đường, tầng 5 là tháp tôn trí xá lợi Phật và chư vị thánh tăng.